# Исрапилова, Космина Мугутдиновна
Космина Мугутдиновна Исрапилова (23 ноября 1961, село Шахува, Лакский район, Дагестанская АССР, РСФСР, СССР — 5 сентября 2022, Махачкала) — поэт, писатель, публицист, журналист, общественный деятель. Народный поэт Дагестана (2016). Член Союза писателей РД. Член Союза журналистов России. Член Российской Ассоциации Политической Науки. Лауреат Государственной премии Республики Дагестан.

## Биография
Космина Исрапилова родилась в 1961 году в селении Шахува Лакского района ДАССР.
Отец — Исрапилов Мугутдин 1916 года рождения, сельский учитель, директор школы, писал стихи.
Мать — Исрапилова Майсарат 1931 года рождения, бригадир в колхозе, рабочая на заводе.
Космина Исрапилова окончила махачкалинскую школу № 5 в 1978 году, филологический факультет Даггосуниверситета в 1984 году, юридический факультет Института финансов и права в 2005 году.
Скончалась 5 сентября 2022 года на 61 году жизни.

## Трудовая деятельность
Работала в течение семи лет корреспондентом журналов «Соколенок» на 7 национальных языках. Заместителем генерального директора Центра саморегуляции человека. Советником министра образования РД и на других консультативных должностях. Главным специалистом министерства по национальной политике, информации и внешним связям РД, главным специалистом Управления по информационной политике и пресс-службе Президента РД в течение девяти лет. Присвоен классный чин «Советник государственной службы Республики Дагестан 3 класса».

## Творческая деятельность
Первые поэтические публикации были в коллективных сборниках «Радуга», «Соцветие», «Озарение» и в дагестанской периодике.
Космина Исрапилова является автором 18 книг.
Публицистические книги
- «У камина» (1994 год)
- «Первая звезда» (1998 год)
- «Дагестанцы — кто мы» (2006 год)

Художественно-публицистические повести (из авторской серии «Мои современники»)
- «Наш генерал» (1999 год)
- «Соль земли» (2001 год)
- «Мой путь к Расулу Гамзатову» (2003 год)
- «Зов сердца» (2009 год)
- «Преодоление» (2014 год)

Поэтические сборники
- «Белая птица» (1996 год)
- «Крик орлицы» (2001 год)
- «Звезда Дагестана» (2005 год)
- «Пятое время года» (2007 год)
- «Избранное. Поэзия» (2010 год)

Художественная повесть
- «Кто ты?» (1992 год)

Роман-трилогия «Дагестания»
- Книга первая «Другое Солнце» (2009 год, изд-во «Эпоха»), (2010 год, изд-во «Лотос»)
- Книга вторая «Богиня Мира» (2011 год, изд-во «Rizo-Press»)
- Книга третья «Договор с Богом» (готовится к изданию)

Сборник поэзии и прозы
- «На пути в родной аул» (2011г, на лакском языке)

Сборники статей ученых и литераторов о Космине Исрапиловой
- «У камина» (2011 год)
- «Космина Исрапилова — Народный поэт Дагестана» (2017 год, изд-во «Эпоха»)

Является составителем ряда книг
- «Поэтический портрет матери» (2015 год)
- «Воспетая народом» (2018 год)

## Общественная деятельность
Член Союза Писателей России с 1997 года, член Союза Журналистов России с 1993 года, член Российской Ассоциации Политической Науки с 2004 года. Участница творческого семинара по прозе в Пицунде в 1988 году, участница Дней Дагестана в Санкт-Петербурге в 2001 году, участница Дней Дагестана в Москве в 2008 году, соорганизатор первого праздника «Белые журавли России» в Москве в 2011 году. Участница ряда политологических форумов. Почти двадцать лет Космина Исрапилова является руководителем творческого клуба «Истоки Вдохновения» в Республиканской детской библиотеке им. Н. Юсупова.

## Награды и звания
- Заслуженный работник культуры Республики Дагестан (2003 год)
- Лауреат Государственной премии Республики Дагестан (2005 год)
- Почетная грамота Республики Дагестан (2011 год)
- Медаль «К 100-летию Шолохова» (2005 год)
- Медаль Российской муниципальной академии «За вклад в подготовку празднования 200-летия Победы в Отечественной войне 1812 года» (2012 год)
- Медаль «За доблестный труд» Правительства Москвы (2013 год)
- Медаль «К 200-летию Лермонтова» (2014 год)
- Народный поэт Дагестана (2016 год)[2]